# Attila Mesterhazy
Attila Mesterházy (Pécs, 30 de enero de 1974) es un político húngaro, actual presidente del Partido Socialista Húngaro desde el 10 de julio de 2010. Fue candidato por dicho partido a la presidencia del gobierno en las elecciones parlamentarias húngaras de 2010.